# Paul Eichholtz (Politiker)
Paul Eichholtz (* 27. Oktober 1870 in Danzig; † 29. September 1928 ebenda) war ein deutscher Bauunternehmer und Politiker (DNVP).
Eichholtz war der Sohn des Kaufmanns Konstantin Eichholtz. Er besuchte das Realgymnasium St. Johann bis zur Prima. Danach machte er eine Ausbildung als Maurer und Zimmermanns und erwarb den Meisterbrief in beiden Handwerken. 1898 bis 1901 arbeitete er in Danzig und besuchte dann die Königliche Baugewerksschule in Deutsch-Krone und schloss die Ausbildung dort 1903 ab. 1906 wurde er Inhaber des Danziger Baugeschäfts Hermann Prochnow und im Herbst 1913 Königlicher Hofmaurer und -Zimmermeister. 1914 wurde er als Hauptmann der Reserve reaktiviert und war ab dem 23. September 1914 Kriegsteilnehmer im Pionier-Regiment. Nach dem Krieg war er Obermeister der Bauinnung.
1905 bis 1919 war er Stadtverordneter in Danzig. In der Freien Stadt Danzig schloss er sich der DNVP  an und war für diese 1923 bis 1928 Mitglied im Volkstag.

## Einzelnachweis
1. ↑  Kirchenbuch Johanniskirche zu Danzig, Nr. 89b/1928, S. 325

| Personendaten    | Personendaten              |
| ---------------- | -------------------------- |
| NAME             | Eichholtz, Paul            |
| KURZBESCHREIBUNG | deutscher Politiker (DNVP) |
| GEBURTSDATUM     | 27. Oktober 1870           |
| GEBURTSORT       | Danzig                     |
| STERBEDATUM      | 29. September 1928         |
| STERBEORT        | Danzig                     |